# Институт (роман)
«Институт» — роман американского писателя Стивена Кинга. Опубликован 10 сентября 2019 года.

## Сюжет
Посреди ночи, в доме на тихой улице в пригороде Миннеаполиса, злоумышленники убивают родителей Люка Эллиса, а его самого похищают. Люк просыпается в некоем месте, которое называют «Институт», в комнате, которая напоминает его собственную, только без окна. Рядом с его дверью другие такие же двери, за которыми находятся особенные дети со сверхспособностями (телекинез, телепатия), и которых также похитили. Они находятся в части здания, которое называют «Ближней стороной». Другие, как узнает Люк, оказались на «Дальней стороне». Если дети делают, что им говорят, то получают жетоны для торговых автоматов. Как говорит новая знакомая Люка, это как ловушка для тараканов: «Ты можешь туда попасть, но не можешь выйти».
В этом зловещем учреждении директор, миссис Сигсби и её сотрудники извлекают из детей их экстрасенсорные способности. Всё новые жертвы исчезают на «Дальней стороне», и Люк всё больше отчаивается и теряет надежду покинуть это место.

## Критика
Роман был встречен преимущественно положительно. Однако многочисленные критики указывали, что тема романа для Кинга вторична, а сам уровень повествования предполагает, что это скорее произведение для юношества. Журнал Darker назвал роман в большей степени относящийся к прошлому, чем актуальной литературой. 

## Экранизация
Сразу после выхода романа в свет стало известно, что по книге снимут мини-сериал. Сценаристом выступит Дэвид Э. Келли («Большая маленькая ложь»), а режиссёром — Джек Бендер («Клан Сопрано»). В июне 2024 г. стало известно о заказе MGM+ 8-серийного сериала, главные роли исполнят Бен Барнс и Мэри-Луиз Паркер, съёмки проекта пройдут в Новой Шотландии.